# Адам Уилямс
Адам Чарлс Нюмарч Уилямс (на английски: Adam Williams) е британски бизнесмен, журналист и писател на бестселъри в жанра исторически роман.

## Биография и творчество
Роден е на 10 юли 1953 г. в колонията Хонг Конг на Великобритания, в семейството на Питър Уилямс и Ан Номарч. Баща му е „тайпан“ – чуждестранен бизнесмен, работещ в Китай. Семейството на майка му живее там от 1880-те години. Прадядо му успява да оцелее по време на Боксерското въстание и последвалата Вартоломеева нощ в Пекин.
Израства в Хонг Конг, но ученическите си години прекарва в Англия. Чете много и преди завършване на гимназията пише и режисира ученическа пиеса. Преди да постъпи в университета, пътува много и работи като инструктор в училище в Хонг Конг. Завършва Оксфордския университет. След дипломирането си опитва собствен бизнес в Лондон, но не успява. Завръща се в Хонг Конг и в продължение на 2 години учи китайски в Хонг Конг и Тайван, като едновременно преподава английски език и литература и пише материали за азиатското издание на „Уолстрийт джърнъл“.
През 1978 г. се жени за Фумей Уонг, която среща в Тайван. Имат 2 деца – Клио и Александър. Развеждат се през 2009 г.
След завършване на обучението си работи година като репортер в „Соут Чайна Морнинг Поуст“, а през 1979 г. той и съпругата му се местят в Лондон, където работят за кратко като декоратори. В периода 1980 – 1984 г. работи към Китайско-британския търговски съвет, пътувайки много до Китай. През 1984 г. се премества да живее в Китай и работи в авиокомпания. През 1986 г. започва работа като главен представител на търговската къща „Жарден Матисън“ в Шанхай и пътува постоянно между Пекин и Шанхай. През 1989 г. се мести в Пекин, развивайки друга дейност на компанията. В периода 1996 – 1998 г. е председател на Британската търговска камара в Китай. През 1999 г. за приноса си за развитието на търговията и услугите между Катай и Великобритания е удостоен с Ордена на Британската империя.
Разтърсен от събитията на площад Тянанмън през 1989 г., които наблюдава пряко от хотелската си стая, си спомня за мечтите си за пътешествия. През 1989 г. минава през Синцзян и Пакистан, като посещава места по Пътя на коприната. През 1995 г. организира експедиция с камили до пустинята Такламакан в търсене на градовете, които са били изоставени преди 1700 години, като води дневници за извършените проучвания. През 1998 г. участва в автомобилно рали в Африка, през 1999 г. минава през планините на Хиндукуш по пътя на изследователя Джордж Хейуърд, а през 2000 г. участва в 40-дневно ретро-рали от Лондон до Пекин.
Пътешествията му възраждат и ученическата му мечта да пише. Първият му роман „Дворецът на небесната наслада“ е издаден през 2003 г. Той е вдъхновен от разказите на родителите му за събитията, станали в Китай по време на Боксерското въстание.
През 2005 г. е издадена епичната му сага The Emperor's Bones (Костите на императора) за гражданската война в Китай през 1920 г., а през 2007 г. – книгата The Dragon's Tail (Опашката на дракона), в която описва новата история на Китай през Културната революция, Студената война, събитията на площад Тянанмън. Образувайки своеобразна трилогия, романите са публикувани на повече от 15 езика по света. Книгата му „Костите на императора“ е публикувана на китайски през 2013 г. и става бестселър в Китай.
През 2009 г. е публикуван романът му „The Book of the Alchemist“ (Книгата на алхимика), чийто сюжет се развива по време на Испанската гражданска война.
През 2009 г. се жени за китайската писателка и феминистка Хонг Ин, която среща във Венеция. Имат дъщеря. Живее със семейството си в Пекин и в Италия, където купува къща за работата си като писател.

## Произведения

### Самостоятелни романи
- The Palace of Heavenly Pleasure (2003)
Дворецът на небесната наслада, изд.: ИК „Бард“, София (2004), прев. Мариана Димитрова
- The Emperor's Bones (2005)
- The Dragon's Tail (2007)
- The Book of the Alchemist (2009)